# Lauderdale-by-the-Sea, Florida
Lauderdale-by-the-Sea är en stad (town) i Broward County, i delstaten Florida, USA. Enligt United States Census Bureau har staden en folkmängd på 6 168 invånare (2011) och en landarea på 2,3 km².